# 女声男子
『女声男子』（じょせいだんし）は、険持ちよによる日本の漫画作品。スクウェア・エニックスのウェブコミック配信サイト『ガンガンONLINE』にて2012年4月5日更新分から2013年7月18日更新分まで毎月第1・3週更新で連載された。

## 登場人物
柴田 健（しばた けん） / ポチ
本作の主人公。内気で気弱な性格をした女の子のような外見の少年。思春期になっても声変わりを迎えず、女声であったためイジメを受けたトラウマを持ち、地元から遠くの高校に進学し、他者との会話を避けて過ごしていた。歌うことが好きで、自分が製作し掲載した動画をアゲハが見たことをきっかけに、女装をし「空」のボーカリストになる。
青空 アゲハ（あおぞら アゲハ）
本作のヒロイン。ガールズバンド「空」のメンバー。ギター担当。動画共有サイトに掲載された健の歌声にほれ込み、彼をスカウトし、ボーカル「Pochi」として活動させるために女装させるようになる。
花岡 小鳥（はなおか ことり）
ガールズバンド「空」のメンバー。ベース担当。
高井 翼（たかい つばさ）
ガールズバンド「空」のメンバー。ドラム担当。

## 単行本
- 険持ちよ 『女声男子』 スクウェア・エニックス〈ガンガンコミックスONLINE〉、全5巻
  1. 2012年8月22日発売 ISBN 978-4-7575-3717-0
  2. 2012年11月22日発売 ISBN 978-4-7575-3785-9
  3. 2013年2月22日発売 ISBN 978-4-7575-3877-1
  4. 2013年6月22日発売 ISBN 978-4-7575-3984-6
  5. 2013年9月21日発売 ISBN 978-4-7575-4065-1